# Кошик Надія Іванівна
Надія Іванівна Кошик (нар. 21 березня 1953, село Суслівка Верхньодніпровського району Дніпропетровської області) — українська радянська діячка, доярка колгоспу «Росія» Верхньодніпровського району Дніпропетровської області. Депутат Верховної Ради СРСР 10—11-го скликань.

## Біографія
Народилася в селянській родині. Закінчила середню школу в селі Суслівці Верхньодніпровського району Дніпропетровської області.
З 1971 року — телятниця, з 1974 року — доярка другої ферми колгоспу «Росія» Верхньодніпровського району Дніпропетровської області.
Потім — на пенсії в селі Суслівці Верхньодніпровського району Дніпропетровської області.

## Нагороди
- медаль «За трудову відзнаку»
- медалі